# Callogobius clitellus
Callogobius clitellus is een  straalvinnige vissensoort uit de familie van grondels (Gobiidae). De wetenschappelijke naam van de soort is voor het eerst geldig gepubliceerd in 1978 door McKinney & Lachner.
De soort staat op de Rode Lijst van de IUCN als niet bedreigd, beoordelingsjaar 2009.